# Dragon Blade
Tian jiang xiong shi (天将雄师), conocida en occidente como Dragon Blade es una película de acción de China y Hong Kong estrenada en 2015, escrita y dirigida por Daniel Lee y protagonizada por Jackie Chan, John Cusack, Lin Peng, Mika Wang, Choi Siwon y Adrien Brody. En la cinta, Chan interpreta a Huo An, el comandante del Escuadrón de Protección de las regiones occidentales durante el reinado de la dinastía Han. Dragon Blade fue estrenada en formato IMAX 3D el 19 de febrero de 2015. La película fue estrenada en los Estados Unidos el 4 de septiembre de 2015 por la compañía Lionsgate Premiere.
La cinta fue un éxito comercial en China. Se estrenó el jueves 19 en China y obtuvo 18.7 millones de dólares el día de su presentación. Dragon Blade ha recibido críticas mixtas por parte de la prensa especializada, con buenos comentarios hacia el director por las largas secuencias épicas de batalla, el diseño de producción y la mezcla de los estilos de Hollywood y del cine oriental. En el sitio web Rotten Tomatoes, sin embargo, la película tiene apenas un 34% de aprobación con un índice de audiencia de 4.3 sobre 10. El consenso del sitio indica: "Dragon Blade cuenta con lindos escenarios y coreografías, pero el gran elenco terminado siendo opacado por una historia simple y una pobre edición."

## Sinopsis
En el noroeste de China, en el año 48 a. C., una compañía de seguridad bajo el actual gobierno de la dinastía Han llamada El Escuadrón de Protección se compromete a detener las batallas y promover la idea de la paz. Huo An (Jackie Chan), el capitán del escuadrón, evita con éxito una batalla entre los indios y los hunos. El grupo regresa a su ciudad natal sin nombre, donde la gentil esposa Uyghur de Huo An Xiuqing (Mika Wang) sirve como maestra de escuela para huérfanos. Sin embargo, el gobierno descubre evidencia de que alguien en el grupo ha sido corrompido, lo que hace que todo el grupo sea sentenciado a trabajos de construcción en Wild Geese Gate, una fortaleza en ruinas.
Poco después, Wild Geese Gate es amenazada por una legión del Imperio romano que necesita agua y suministros, entre los que se encuentra un niño ciego llamado Publius (Jozef Waite). Después de un duelo entre Huo An y Lucius (Cusack), el general romano, este último acepta no atacar la ciudad a cambio de que la dejen entrar. La legión utiliza sus habilidades superiores de ingeniería para acelerar el trabajo de construcción, un acto que aumenta la moral y la felicidad de los habitantes, que se dividen entre varias razas diferentes, como chinos, uigures y turcos. Huo An devuelve el favor enviando hombres para ayudar a los enviados de Lucius a llegar al Imperio de Partia. Más tarde se festeja una celebración y Huo An es convertido en un centurión honorario.
Lucius revela que él y Publio huyen del hermano de Publio, Tiberio (Brody), un soldado corrupto que asesinó a su padre cónsul y cegó a Publio para que Tiberio pudiera convertirse en cónsul. Cuando Tiberius se acerca con 100 000 soldados, Huo An insiste en ayudar a Lucius, señalando que Tiberius es una amenaza para la Ruta de la Seda. Poco después de que Huo An parte para buscar refuerzos, el miembro corrupto del grupo anterior envía soldados chinos para asesinar a Xiuqing y atacar a Wild Geese Gate. La legión está encarcelada en la ciudad comercial no china de Kroran, donde Tiberius ha elegido acampar. Tiberius procede a asesinar a Publio.
Huo An y los pocos soldados chinos leales viajan a Kroran, fingiendo rendirse, pero una vez dentro destruyen las jaulas de la legión romana. Sin embargo, no pueden liberar a Lucius, que está a punto de morir quemado en una celda especial solitaria. Huo An dispara una flecha y mata a Lucius antes de que el fuego lo atrape. Cuando los soldados de Huo An y Lucius están rodeados, los ejércitos de varias otras razas llegan y luchan contra Tiberius, incluidos los indios, los hunos, los uigures y los turcos, los cuales están decididos a preservar la seguridad de la Ruta de la Seda. Sin embargo, incluso sus fuerzas combinadas no pueden ganar la batalla. Finalmente llega un gran ejército de Partia que había firmado un tratado especial con el padre de Publio y que intenta vengar su memoria. Los soldados de Tiberius pierden su voluntad de luchar. Huo An desafía a Tiberius a un duelo y lo asesina.
Al enterarse de la valentía de la legión de Lucius, el emperador chino les otorga el derecho de establecer su propia ciudad, que eligen nombrar como Regum. Aceptan a Huo An como su comandante, y Huo An, a su vez, honra al difunto general chino al reubicar el santuario en esa ciudad. A medida que pasan los siglos, la ciudad se desvanece de la memoria colectiva. Sin embargo, en la actualidad, un equipo de arqueólogos asiáticos descubren el sitio y hallan las inscripciones chinas y latinas.

## Reparto
- Jackie Chan como Huo An.
- John Cusack como Lucius.
- Adrien Brody como Tiberius.
- Lin Peng[7] como Cold Moon
- Mika Wang[7] como Xiu Qing.
- Choi Siwon como Yin Po.
- Xiao Yang como el capitán.
- Wang Taili como Rat.
- Sammy Hung como Red Sun.
- Yoo Seung-jun como Cougar.
- Lorie Pester[8] como Reina Partia.
- Vanness Wu como Christian.
- Karena Lam como Karena.
- Feng Shaofeng como Huo Qubing.
- Sharni Vinson como Crassus.
- Jozef Waite como Publius.
- Philippe Joly como Décimo.